# Arrondissement Dieppe
Arrondissement Dieppe (fr. Arrondissement de Dieppe) je správní územní jednotka ležící v departementu Seine-Maritime a regionu Normandie ve Francii. Člení se dále na 20 kantonů a 350 obcí.

## Kantony
- Argueil
- Aumale
- Bacqueville-en-Caux
- Bellencombre
- Blangy-sur-Bresle
- Cany-Barville
- Dieppe-Est
- Dieppe-Ouest
- Envermeu
- Eu
- Fontaine-le-Dun
- Forges-les-Eaux
- Gournay-en-Bray
- Londinières
- Longueville-sur-Scie
- Neufchâtel-en-Bray
- Offranville
- Saint-Saëns
- Saint-Valery-en-Caux
- Tôtes